# Tempo (Zeitschrift)
Tempo war ein deutsches Spät-Popper- bzw. Yuppie-, Lifestyle- sowie Zeitgeist-Monatsmagazin, das von 1986 bis 1996 erschien.

## Geschichte
Mit der Gründung von Tempo im Hamburger Jahreszeiten Verlag kam der New Journalism nach Deutschland. Die Gründungsmannschaft gruppierte sich um den österreichischen Journalisten Markus Peichl und den österreichischen Art Director (dt. künstlerischer Leiter) Lo Breier, die zuvor den Wiener gegründet hatten. Vorbild waren dabei Tom Wolfe und Hunter S. Thompson, Zeitgeistmagazine wie twen, New York Magazine und Vanity Fair, aber auch die neuen „Stilbibeln“ wie das britische Magazin The Face, Blitz, i-D und das französische Actuel.
Die Zeitschrift definierte nach Meinung ihrer Anhänger verbindlich den urbanen Lebensstil der jungen Generation. Thematisch befasste sich Tempo mit Themen zwischen Konsum und Rebellion, AIDS und Armani sowie Popkultur und Hochkultur.
Großes Aufsehen erregte die Zeitschrift mit einer gefälschten Ausgabe der Zeitung Neues Deutschland, die 1988 in Ost-Berlin kostenlos verteilt und in die Post gegeben wurde. Die Ausgabe berichtete vom angeblich neuen politischen „Glasklar-Kurs“ der damaligen DDR-Regierung, die durch den Glasnost-Kurs des sowjetischen Regierungschefs Gorbatschow unter Druck geraten war. Der Bericht war vollkommen frei erfunden, es gab nie eine derartige Strategie seitens der DDR-Führung. Die Aktion wollte versuchen, den Druck auf die Regierung zu erhöhen. Schließlich war das Neue Deutschland das publizistische Organ der Staats- und Regierungspartei SED. Die Falschzeitung wurde einer Tempo-Ausgabe beigelegt, um die Aktion für die westdeutschen Tempo-Leser zu dokumentieren. Aufgrund dieser Aktion wurde das Magazin in die »Liste der Feindlichen Stellen und Kräfte im Operationsgebiet« des Ministeriums für Staatssicherheit aufgenommen.
Im April 1996 wurde Tempo eingestellt. Die Einbrüche im Anzeigengeschäft durch das Privatfernsehen und Konkurrenzobjekte wie Max, Coupé und die deutsche Ausgabe des österreichischen Lifestyle-Magazins Wiener hatten Tempo finanziell schwer angeschlagen. Häufige Richtungswechsel durch wechselnde Chefredakteure hatten das Blatt Leser gekostet.

## Jubiläumsausgabe
Zum zwanzigsten Gründungsjubiläum erschien am 8. Dezember 2006 eine einmalige Sondernummer. Als Startauflage wurden 240.000 Exemplare gedruckt und der Heftumfang wurde wegen der großen Nachfrage aus der Werbewirtschaft auf 388 Seiten erweitert, hiervon sind 115 Seiten Anzeigen.
Das Heft erschien erst nach einer zweiten Verschiebung, geplant war ursprünglich der 24. November 2006. Hier knüpft man an eine alte Tradition an: Unter Chefredakteur Peichl ist das Heft so gut wie nie pünktlich am Markt gewesen. Dieser Umstand kostete ihn auch seinen Chefredakteursposten.
Der ehemalige Chefredakteur und „Erfinder“ von Tempo, Markus Peichl, produzierte die Ausgabe mit einem Team, das aus ehemaligen Journalisten und neuen, jüngeren Autoren bestand, in eigener Regie und brachte das Magazin gemeinsam mit dem Jahreszeiten Verlag heraus, wo es von 1986 bis 1996 erschienen war.

## Stil und Auswirkung
Für die traditionellen Journalisten und Popkritiker war Tempos Methode, ernsthafte Inhalte mit anarchischem Gonzo-Journalismus, opulenter Optik und Pop-Intellektualismus zu kombinieren, journalistischer Frevel. Die Süddeutsche Zeitung brachte das Jugendmagazin jetzt heraus, das sich eng an Tempo anlehnte. Der Stil der Tempo-Autoren fand viele Nachahmer und prägte nachhaltig ein neues „junges“ Feuilleton.

## Chefredakteure und Autoren
Unter Leitung Markus Peichls arbeiteten Autoren wie:
- Michael Althen
- Jörg Böckem
- Marc Fischer
- Rainald Goetz
- Matthias Horx
- Christian Kracht
- Olaf Dante Marx
- Eckhart Nickel
- Christoph Scheuring
- Claudius Seidl
- Helge Timmerberg
- Moritz von Uslar

Beliebt wurde auch KGB – die Kolumnisten Uwe Kopf, Peter Glaser und Maxim Biller. Das Archiv leitete der Musikjournalist Andreas Banaski. Nach der Entlassung Peichls übernahm sein Stellvertreter Lucas Koch das Heft, anschließend Jürgen Fischer, Michael Jürgs (1992 bis 1994) und nach dessen Entlassung wiederum der Österreicher Walter Mayer die Chefredaktion.
Die meisten Mitarbeiter gingen nach dem Ende des Magazins zu anderen Medien:
+ Markus Peichl hatte mit 0137 die erste tägliche Talkshow sowie mit der deutschen Version von MTVs The Real World das Realityfernsehen nach Deutschland gebracht und produziert heuteQuelle? Talkshows.
- Maxim Biller, Christian Kracht, Michael Althen und Claudius Seidl schreiben für die FAZ
- Andrian Kreye für die Süddeutsche Zeitung
- Christoph Dallach und Thomas Hüetlin arbeiten für den Spiegel
- Moritz von Uslar ist Chefredakteur der Zeitschrift Liebling
- Alf Burchardt und Jochen Siemens für den Stern
- David Pfeifer war Chefredakteur des Stern-Ablegers Konr@d und des Magazins Qvest
- Adriano Sack war Chefredakteur von Prinz und Kulturchef der Welt am Sonntag
- Susanne Schneider ist Leitende Redakteurin beim Magazin der Süddeutschen Zeitung
- Anne Urbauer ist Chefredakteurin des Magazins Liebling
- Lisa Feldmann war Chefredakteurin der Schweizer Zeitschrift Annabelle.
- Oliver Herrgesell, langjähriger Chef vom Dienst, wurde später erster Pressesprecher der Bertelsmann AG
- Der letzte Chefredakteur Walter Mayer war von 2008 bis 2013 Chefredakteur der Bild am Sonntag.

Weitere Autoren bzw. Redakteure waren:
- Johanna Adorján
- Georg Diez
- Josef Joffe
- Wolfgang Joop
- Niklas Maak
- Matthias Matussek
- Sven Michaelsen
- Ulf Poschardt
- Marcel Reif
- Tim Renner
- Terry Richardson
- Frank Schirrmacher
- Cordt Schnibben
- Gabor Steingart
- Benjamin von Stuckrad-Barre
- Jörg Thadeusz
- Wolfgang Tillmans
- Rufus Wainwright

Christian Schlottau (Verlagsleiter und Anzeigen-Bereichsleiter von 1985 bis 1993) ging zum Spiegel (1995–2009) und wurde danach Marketing-Direktor der BURDA News Group. Michael Kramer (Polygram Songs Musikverlag) übernahm die Verlagsleitung 1991 von Christian Schlottau, konnte sich aber mit seinem Diversifizierungskonzept (TEMPO Musiclabel) beim Verleger Thomas Ganske nicht durchsetzen und verließ den Jahreszeitenverlag nach 18 Monaten wieder. Nach vielen Jahren in der Geschäftsleitung der TBWA Werbeagentur leitet Kramer heute seine eigene Kommunikationsagentur brand X GmbH. Ove Saffe – unter Schlottau und Kramer Anzeigenleiter Tempo – wechselte zunächst als Anzeigenleiter in den Heinrich Bauer Verlag, später Berliner Verlag und Spiegel, bevor er im April 2004 zum Verlagsgeschäftsführer Stern, GEO und art bei Gruner & Jahr ernannt wurde. Seit September 2008 ist Saffe Geschäftsführer SPIEGEL-Verlag und Geschäftsführer manager magazin Verlagsgesellschaft.

## Kritik
Der Vorwurf, als Vorreiter der Spaßgesellschaft die Ernsthaftigkeit der deutschen Medienwelt „verraten“ zu haben, haftet Tempo bis heute an. Der „New Journalism“, der in den USA seit den 1960er Jahren als literarischer Journalismus in Magazinen wie New Yorker, Vanity Fair oder Atlantic Monthly gepflegt wird, gilt in Deutschland sowohl in der Literatur als auch im Journalismus weiterhin als unseriös. Ein Vorwurf, den der Skandal um die gefälschten Hollywoodinterviews, die der Ex-Tempo-Autor Tom Kummer an mehrere deutschsprachige Zeitschriften verkauft hatte, bei den Traditionalisten nur noch zementierte.

## Bemerkenswerte Artikel
- Ich, Kühnen – Deutschlands gefürchtetster Nazi erklärt sich, Interview mit Michael Kühnen von Christa Ritter, Tempo Februar 1989, S. 82–90